# 紅點副鱸
紅點副鱸，為輻鰭魚綱鱸形目鱸亞目鮨科的其中一種，分布於東太平洋區，從哥斯大黎加至智利海域，棲息深度60-180公尺，本魚體棕色，腹面黃褐色，體側具7條深褐色垂直條紋，胸鰭基部有一黑斑，體長可達54.5公分，為底棲性魚類，成群活動，屬肉食性，可做為食用魚。